# 南莊頭遺址
南莊頭遺址，是中國华北地區年代最早的新石器時代的遺址，距今约10500-9700年，位于保定市徐水区高林村鄉南莊頭村東北約2公里處，南距縣城12公里，地處太行山東麓余脉，華北平原北部西緣，其东不远有萍河與雞爪河，周圍地形西北逐漸升高，東南逐漸低緩，平均海拔21.4米，面積約20000平方米。

## 概况
遺址發現於1986年，當時在黑色淤積土下發現了文化層，出土了獸骨、木炭和石器等。文化层距地表约180厘米，其上覆蓋較厚的黑色和灰色粉沙粘土，为湖相沉积。至今，北京大學考古學系、河北大學歷史系、河北省文物研究所和市、縣文物部門等单位，先后进行了三次考古发掘。
三次發掘出土了大量人类遗存，最为可貴的是总计50余片陶片的发现。這些陶片多数都很破碎，陶胎壁厚約0.8至1.0厘米，燒成温度低，質地极疏鬆，陶色不纯，陶器製作還處於原始階段，按陶質可分為夾砂深灰陶和夾雲母褐陶兩大類，多数有纹饰，以浅细绳纹为主，是目前中國考古發掘得到的地層和年代都確切的最早的陶制品之一，揭示了久远的陶器發展歷史。出土的动物骨骼很多，鹿科动物数量较多，还包括鼠、鸡、狗、狼、猪、鸟类、鱼类、鳖类以及螺、蚌等，其中部分骨駱有燒烤、切割的痕跡。出土工具有石磨盤、石磨棒及骨、角器等。標本經碳14測定，年代為公元前8500年-前7700年。考古人员还发现了四條灰溝、兩座灰坑和兩处用火遺跡。
遗址是迄今为止在华北地区发现的年代最早的新石器時代早期遺存，比黄河流域的磁山文化、裴李崗文化早近兩千年，填补了这些新石器時代文化代表性遺存与舊石器時代晚期文化之间的空白，具有重要的學術價值。磁山、裴李崗文化的原始農業、家畜飼養業和製陶業已經达到較高水平的，在此之前，還應當有一個較長的發展階段。南莊頭遺址发现的石磨盤和石磨棒等谷物加工工具，豬、狗等家畜和陶器，将中國農業、家畜饲养和陶器的歷史又提前了一個時期，為研究中华文明的起源提供了新的資料和綫索。遺址也為研究全新世早期华北地区的生态環境提供了珍貴的地層剖面。

## 参看
- 磁山文化
- 中国新石器文化列表